# Palma Futsal
La Associació Esportiva Palma de Mallorca Fútbol Sala, conocida simplemente como Palma Futsal o Mallorca Palma Futsal, es un equipo de fútbol sala español situado en Palma de Mallorca, Islas Baleares (España). Fue fundado el 14 de julio de 1998 en Manacor y estuvo establecido allí hasta 2014. Actualmente compite en la Primera División de la Liga Nacional de Fútbol Sala (LNFS), la máxima categoría de fútbol sala en España. A nivel continental disputa la Liga de Campeones de la UEFA, donde se ha proclamado campeón en tres repetidas ocasiones; 2022-23, 2023-24 y 2024-25.
Disputa sus encuentros como local en el Palacio de Deportes Son Moix, con capacidad para 3 800 espectadores.

## Inicios
Se fundó el 14 de julio de 1998 en Manacor (Islas Baleares) como Associació Esportiva Manacor bajo la presidencia de Miquel Jaume Roig. El club debutó en Primera Nacional "B" en 1998-99, y en su debut consiguió tanto el ascenso como la Copa de España de la categoría. Un año después, el club manacorí terminó campeón de su grupo en Primera "A", por lo que tardó sólo dos temporadas en alcanzar la División de Plata.
Aunque en su año de debut Manacor se clasificó en tercera posición de su grupo, la aclimatación a División de Plata fue muy complicada y durante varios años el club lindó con los puestos de descenso. A partir de la temporada 2005-06 se corrigió la situación, con la contratación del exfutbolista internacional José Lucas Mena "Pato" como técnico. El club aumentó su presupuesto, y contrató a jóvenes promesas y gente experimentada en Plata. La profesionalización de la plantilla mejoró los resultados, y AE Manacor se convirtió en aspirante al ascenso.
En la campaña 2006-07, Manacor finalizó en segunda posición y jugó el playoff por el ascenso, donde cayó ante Leis Pontevedra FS. Una temporada después, el club manacorí terminó líder en la fase regular y consiguió subir a División de Honor por primera vez en su historia. En la nueva categoría permaneció solo un año, porque en 2008-09 el club finalizó colista.

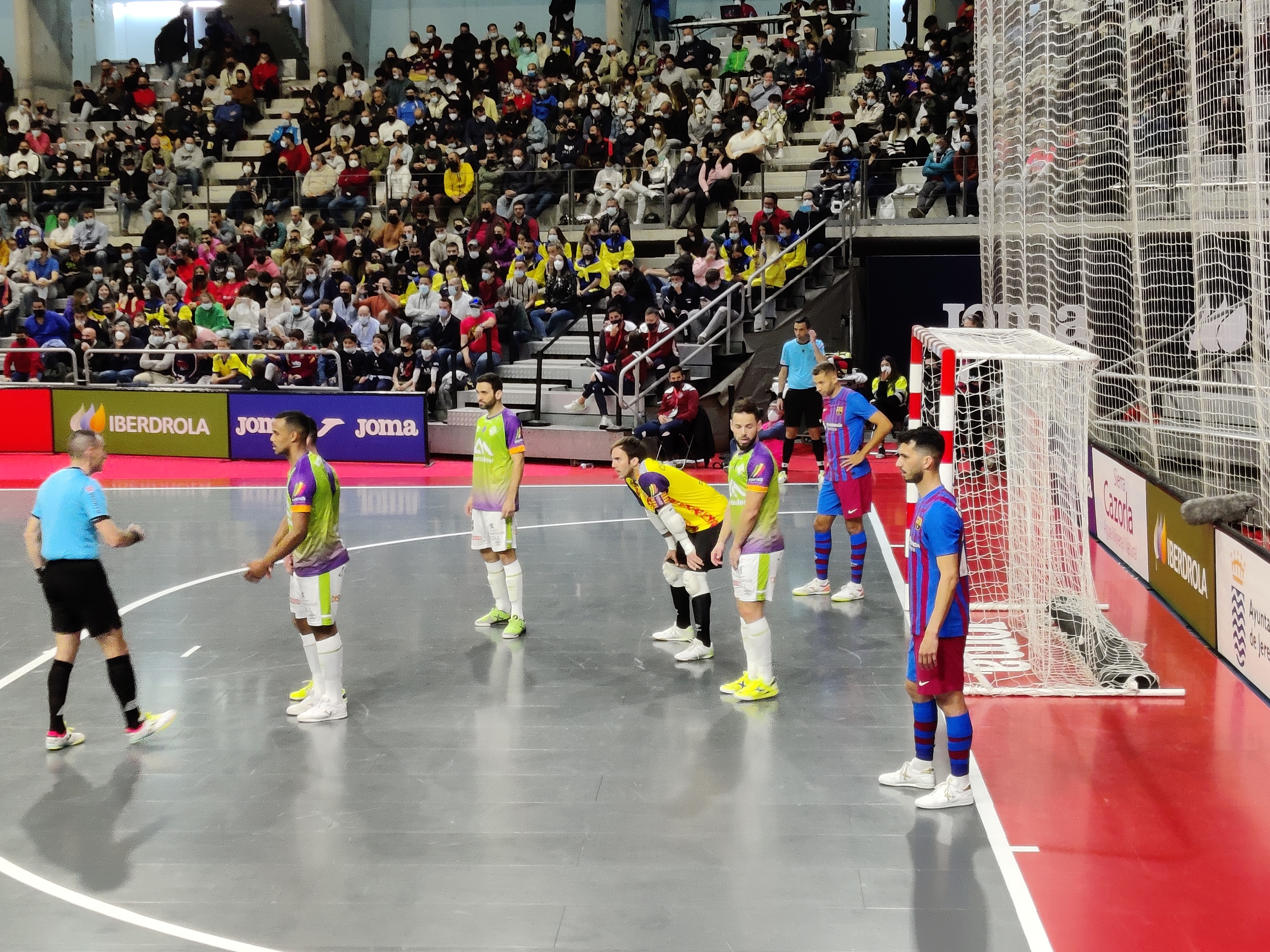
Final Supercopa 2022

Pese a todo, el conjunto manacorí permaneció sólo una temporada en Plata, ya que acabó la fase regular como líder de su grupo. Aunque no pudo proclamarse campeón de la categoría porque perdió frente al Grupo de Empresas Talavera, el club derrotó en las siguientes fases al UPV Maristas y Puertollano Restaurante Dacho. Actualmente el club juega en el Palacio de Deportes Son Moix de Palma de Mallorca. En la temporada 2011-2012 finaliza 10.ª a 6 puntos del 8ª y poder disputar por segundo año consecutivo los play-off por el título.
En julio de 2014, se oficializó el traslado del equipo de Manacor a Palma de Mallorca, capital de la isla. Las categorías inferiores de la entidad permanecen en Manacor. 
La temporada 2021-22 fue subcampeón de la liga de Primera División. otorgándole así la posibilidad de disputar por primera vez la Liga de Campeones.
La temporada 2022-2023 el equipo debutó en la Liga de Campeones de la UEFA, proclamándose campeón en la tanda de penalties ante Sporting de Portugal, también logra proclamarse campeón de la Copa Intercontinental, disputada en Brasil ante Cascavel. 
En la temporada 2023-2024 logra ganar otra vez la Liga de Campeones de la UEFA, ganando la final al Barcelona por 1-5, ganando así su segundo título consecutivo. Este mismo año repite título Intercontinental, derrotando en Son Moix, al Magnus Futsal brasileño por un resultado final de 4-1
En la temporada 2024-2025, bajo el nombre de Illes Balears Palma Futsal conquistó su tercera UEFA Futsal Champions League consecutiva tras ganar 9-4 en la final al Kairat Almaty. Los mallorquines firmaron una final extraordinaria. Neguinho fue el MVP y Fabinho marcó cuatro goles en la final.

## Jugadores

### Plantilla 2025-26
| Núm. | Nac.    | Nombre                             | Sobrenombre | Puesto    |
| ---- | ------- | ---------------------------------- | ----------- | --------- |
| 1    | España  | Carlos Barrón                      | BARRÓN      | Portero   |
| 2    | Brasil  | Dennis Cavalcanti                  | DENNIS      | Portero   |
| 3    | Armenia | Luan Muller Barboza                | LUAN MULLER | Portero   |
| 12   | Spain   | Ángel Velasco Marugán              | LIN         | Ala       |
| 10   | Spain   | Mario Rivillos Plaza               | RIVILLOS    | Ala       |
| 12   | Brazil  | Lucas Vinicius de Santana Brito    | LUCÃO       | Ala       |
| 11   | Spain   | David Peña Romero                  | DAVID PEÑA  | Ala       |
| 77   | Brasil  | Mateus Lima Maia                   | MAIA        | Ala       |
| 28   | Brasil  | Fábio Augusto Carneiro Dos Santos  | FABINHO     | Ala-Pivot |
| 20   | Brasil  | David Pasinato Belorini            | DEIVÃO      | Cierre    |
| 99   | Brasil  | Alisson Neves da Lima              | ALISSON     | Pivot     |
| 9    | Georgia | Bruno Gomes Bispo do Nascimento    | BRUNO GOMES | Pivot     |
| 93   | Brasil  | Charles Henrique Ferreira da Silva | CHARUTO     | Pivot     |
| 27   | Brazil  | Ernesto Claudino Gris              | ERNESTO     | Ala       |
| 44   | Brazil  | Lucas Leandro Machado              | MACHADO     | Cierre    |
| 23   | Spain   | Manuel Piqueras Dolera             | PIQUERAS    | Cierre    |

## Trayectoria
| Temporada | División             | Posición | Playoff por la liga | Copa de España | Copa del Rey (1) | Champions League | Copa Intercontinental |
| --------- | -------------------- | -------- | ------------------- | -------------- | ---------------- | ---------------- | --------------------- |
| 1998-99   | Primera Nacional "B" | 1.º      |                     |                |                  |                  |                       |
| 1999-00   | Primera Nacional "A" | 1.º      |                     |                |                  |                  |                       |
| 2000-01   | División de Plata    | 3.º      |                     |                |                  |                  |                       |
| 2001-02   | División de Plata    | 12.º     |                     |                |                  |                  |                       |
| 2002-03   | División de Plata    | 13.º     |                     |                |                  |                  |                       |
| 2003-04   | División de Plata    | 11.º     |                     |                |                  |                  |                       |
| 2004-05   | División de Plata    | 12.º     |                     |                |                  |                  |                       |
| 2005-06   | División de Plata    | 6.º      |                     |                |                  |                  |                       |
| 2006-07   | División de Plata    | 2.º      |                     |                |                  |                  |                       |
| 2007-08   | División de Plata    | 1.º      |                     |                |                  |                  |                       |
| 2008-09   | División de Honor    | 15.º     |                     |                |                  |                  |                       |
| 2009-10   | División de Plata    | 1.º      |                     |                |                  |                  |                       |
| 2010-11   | División de Honor    | 5.º      | 1/4 de final        | 1/4 de final   | 3.ª ronda        |                  |                       |
| 2011-12   | Primera División     | 10.º     |                     |                | 1/4 de final     |                  |                       |
| 2012-13   | Primera División     | 11.º     |                     |                | 2.ª ronda        |                  |                       |
| 2013-14   | Primera División     | 11.º     |                     |                | 1/4 de final     |                  |                       |
| 2014-15   | Primera División     | 5.º      | Semifinales         | 1/4 de final   | 1/4 de final     |                  |                       |
| 2015-16   | Primera División     | 4.º      | Semifinales         | 1/4 de final   | Subcampeón       |                  |                       |
| 2016-17   | Primera División     | 6º       | 1/4 de Final        | 1/4 de final   | 1/8 de final     |                  |                       |
| 2017-18   | Primera División     | 6º       | 1/4 de Final        | Semifinales    | 1/8 de final     |                  |                       |
| 2018-19   | Primera División     | 5º       | Semifinales         | 1/4 de Final   | 1/4 de final     |                  |                       |
| 2019-20   | Primera División     | 5º       | Semifinales         | 1/4 de final   | 3.ª ronda        |                  |                       |
| 2020-21   | Primera División     | 2º       | Semifinales         | 1/4 de final   | 1/8 de final     |                  |                       |
| 2021-22   | Primera División     | 3.º      | Subcampeón          | 1/4 de final   | 3.ª ronda        |                  |                       |
| 2022-23   | Primera División     | 1.º      | Semifinales         | 1/4 de final   | Semifinales      | Campeón          | Campeón               |
| 2023-24   | Primera División     | 6º       | 1/4 de final        | Semifinales    | 1/4 de final     | Campeón          | Campeón               |
| 2024-25   | Primera División     | 2º       | Semifinales         | Subcampeón     | Semifinales      | Campeón          |                       |

(1) La Copa del Rey se creó en la temporada 2010/11.
(2)  A partir de la temporada 2011-2012 se cambian los nombres de las divisiones por motivos federativos.

## Palmarés

### Torneos internacionales
- Liga de Campeones de la UEFA (3): 2022-23, 2023-24 y 2024-25.
- Copa Intercontinental (2): 2023 y 2024.

### Torneos nacionales
- División de Plata (2): 2007-08 y 2009-10.
  - Subcampeón de División de Plata (1): 2006-07.
- Primera Nacional "A" (1): 1999-00.
- Primera Nacional "B" (1): 1998-99.